# Octineonidae
Octineonidae is een familie uit de orde van de zeeanemonen (Actiniaria). De familie is voor het eerst wetenschappelijk beschreven door Fowler in 1894. De familie omvat 1 geslachten en 3 soorten.

## Geslacht
- Octineon Moseley in Fowler, 1894